# بهشت از آن تو
بهشت از آن تو فیلمی به کارگردانی و نویسندگی علیرضا داوودنژاد محصول سال ۱۳۷۹ است.

## بازیگران
- علی واجدسمیعی
- مهتاب کرامتی
- شجاع الدین حبیبیان
- محمدرضا داوودنژاد
- مونا داوودنژاد
- مریم واجدسمیعی
- امیر واجدسمیعی
- قمرتاج کلیج
- محمدذکریا کلیج
- زال زر کلیج
- مختار تقی پور
- میرزاخان تقی پور
- جعفر تقی پور
- صالح تقی پور
- بهروز تقی پور
- قنبرعلی بهرامی
- ولی تقی پور
- احترام‌السادات حبیبیان

## خلاصه فیلم
خلبانی بازمانده از جنگ و اسارت، پس از بازنشستگی به دنبال تحولات روحی خود به شمال کشور رفته و به دامان طبیعت پناه می برد. همسر و فرزندان خلبان که سعی در باز گردانیدن او دارند ولی ...